# 대전광역시상수도사업본부
대전광역시 상수도사업본부(大田廣域市 上水道事業本部, Daejeon Metropolitan City Waterworks Authority)는 대전광역시의 수돗물의 안정적 공급과 급수 서비스의 향상을 위하여 대전광역시청 산하에 설치된 사업소이다.
상수도사업본부장은 지방부이사관으로 보한다.

## 조직
본부장
- 경영부
- 기술부

### 산하 기관
수도시설관리사업소장은 지방기술서기관으로, 수질연구원장은 지방보건연구관이나 지방환경연구관으로 보한다.
| 명칭               | 사진 | 주소               | 관할구역 |
| ------------------ | ---- | ------------------ | -------- |
| 수도시설관리사업소 |      | 대덕구 계족산로 20 |          |
| 수질연구소         |      | 대덕구 송촌로 50   |          |

### 정수사업소
정수사업소장은 지방기술서기관으로 보한다.
| 명칭             | 사진 | 주소                         | 관할구역 |
| ---------------- | ---- | ---------------------------- | -------- |
| 송촌정수사업소   |      | 대덕구 송촌로 50             |          |
| 월평정수사업소   |      | 서구 신갈마로141번길 82      |          |
| 신탄진정수사업소 |      | 대덕구 신탄진로765번안길 223 |          |

### 지역사업소
동부·중부·서부사업소장은 지방행정사무관으로, 유성·대덕사업소장은 지방시설사무관으로 보한다.
| 명칭       | 사진 | 주소                         | 관할구역 |
| ---------- | ---- | ---------------------------- | -------- |
| 동부사업소 |      | 동구 동대전로 292            |          |
| 중부사업소 |      | 중구 오류로 80               |          |
| 서부사업소 |      | 서구 신갈마로 67             |          |
| 유성사업소 |      | 유성구 한밭대로492번길 26-18 |          |
| 대덕사업소 |      | 대덕구 계족산로 20           |          |